# NGC 632
NGC 632 é uma galáxia lenticular (S0) localizada na direcção da constelação de Pisces. Possui uma declinação de +05° 52' 38" e uma ascensão recta de 1 horas, 37 minutos e 17,5 segundos.
A galáxia NGC 632 foi descoberta em 24 de Setembro de 1830 por John Herschel.